# Johann Evangelist Wimhölzel

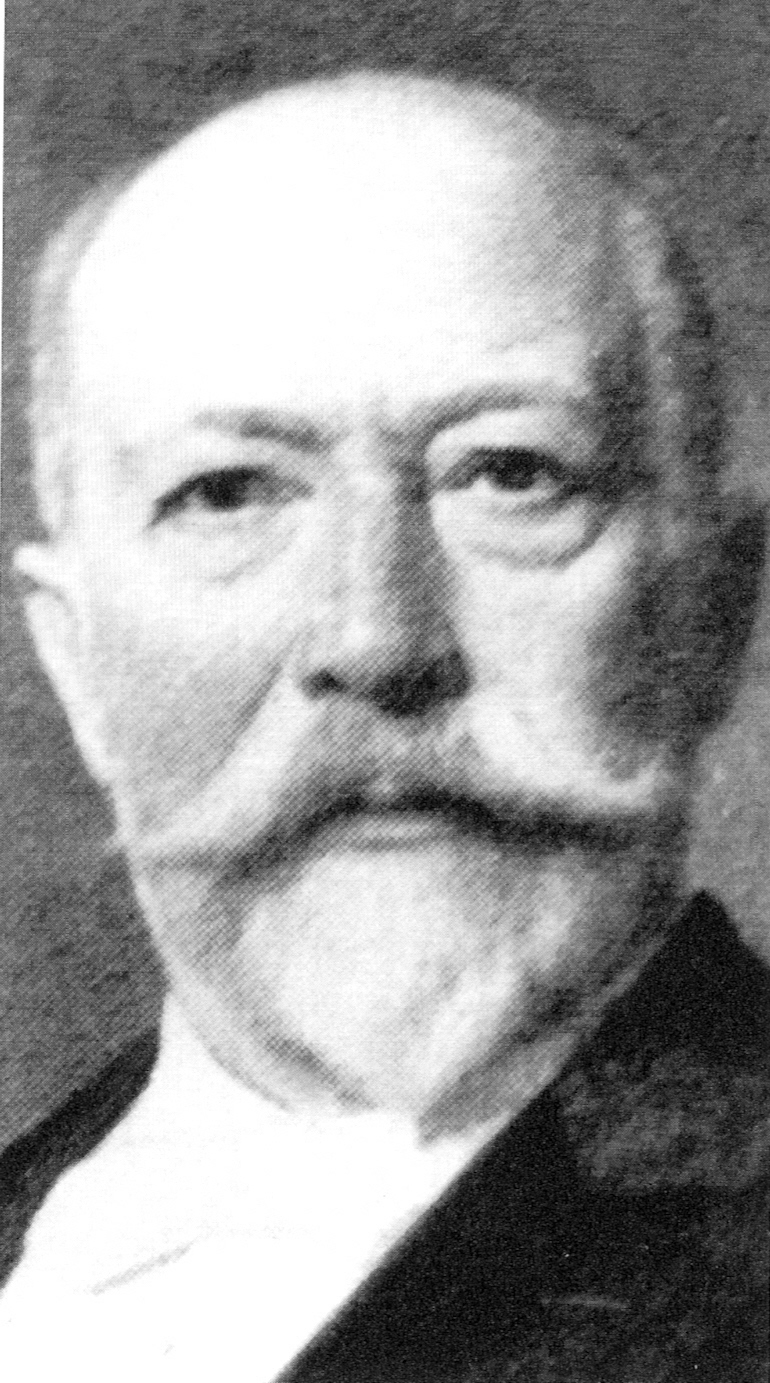
Johann Evangelist Wimhölzel

Johann Evangelist Wimhölzel (* 20. Oktober 1833 in St. Roman; † 15. August 1900 in Linz) war ein österreichischer Politiker (Liberale Partei), Bürgermeister von Linz und Kaufmann.

## Leben
Johann Evangelist Wimhölzel kam nach dreijähriger Lehrzeit in Braunau am Inn und kurzen Aufenthalten in Linz und Wien zum Salzburger Tuch- und Manufaktur-Geschäft Wegschaider & Biebl, wo er für den späteren Salzburger Bürgermeister Rudolf Biebl arbeitete. 1862 eröffnete Wimhölzel sein eigenes Geschäft in Linz. 1878 wurde er zum Präsidenten der oberösterreichischen Kammer für Handel und Gewerbe gewählt, welches Amt er bis zu seinem Tod im August 1900 innehatte. Vom 18. April 1885 bis zum 30. Mai 1894 war er Bürgermeister der oberösterreichischen Landeshauptstadt Linz. Er war auch Kaiserlicher Rath, Reichsraths- und Landtagsabgeordneter, Präsident der Mühlkreisbahn-Gesellschaft, Ehrenbürger der Städte Linz und Urfahr, Ehrenpräsident und Ehrenmitglied vieler humanitärer und wissenschaftlicher Vereine.

## Ehrung
- 1914 wurde in Linz die Wimhölzelstraße nach ihm benannt.[3]